# Trichogaster chuna
Cá sặc mật ong, tên khoa học Trichogaster chuna, là một loài cá nhiệt đới trong phân bộ Anabantoidei và thường được nuôi làm cảnh. Loài cá này thường được tìm thấy trong sông và hồ ở Châu Á. Nó bắt nguồn từ Ấn Độ và Bangladesh. Nó sống ở các khu vực cây cối rậm rạp ở vùng biển ôn hòa và nghèo khoáng. Cá này ưa thích tầng trên và giữa nước.
Con đực dài 5 cm, con cái hơi ngắn hơn, dài 4 cm.

## Hình ảnh

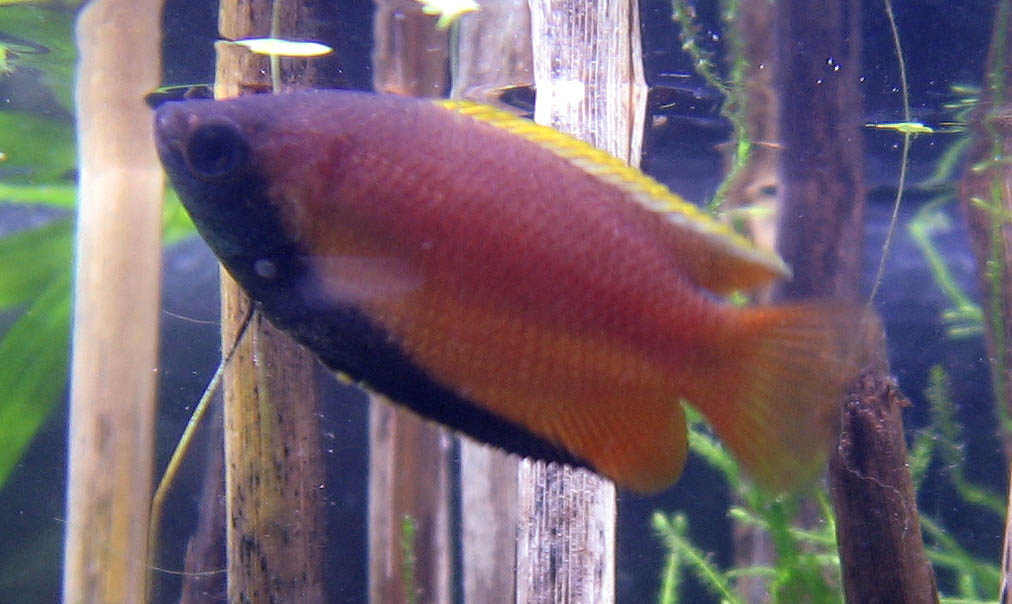
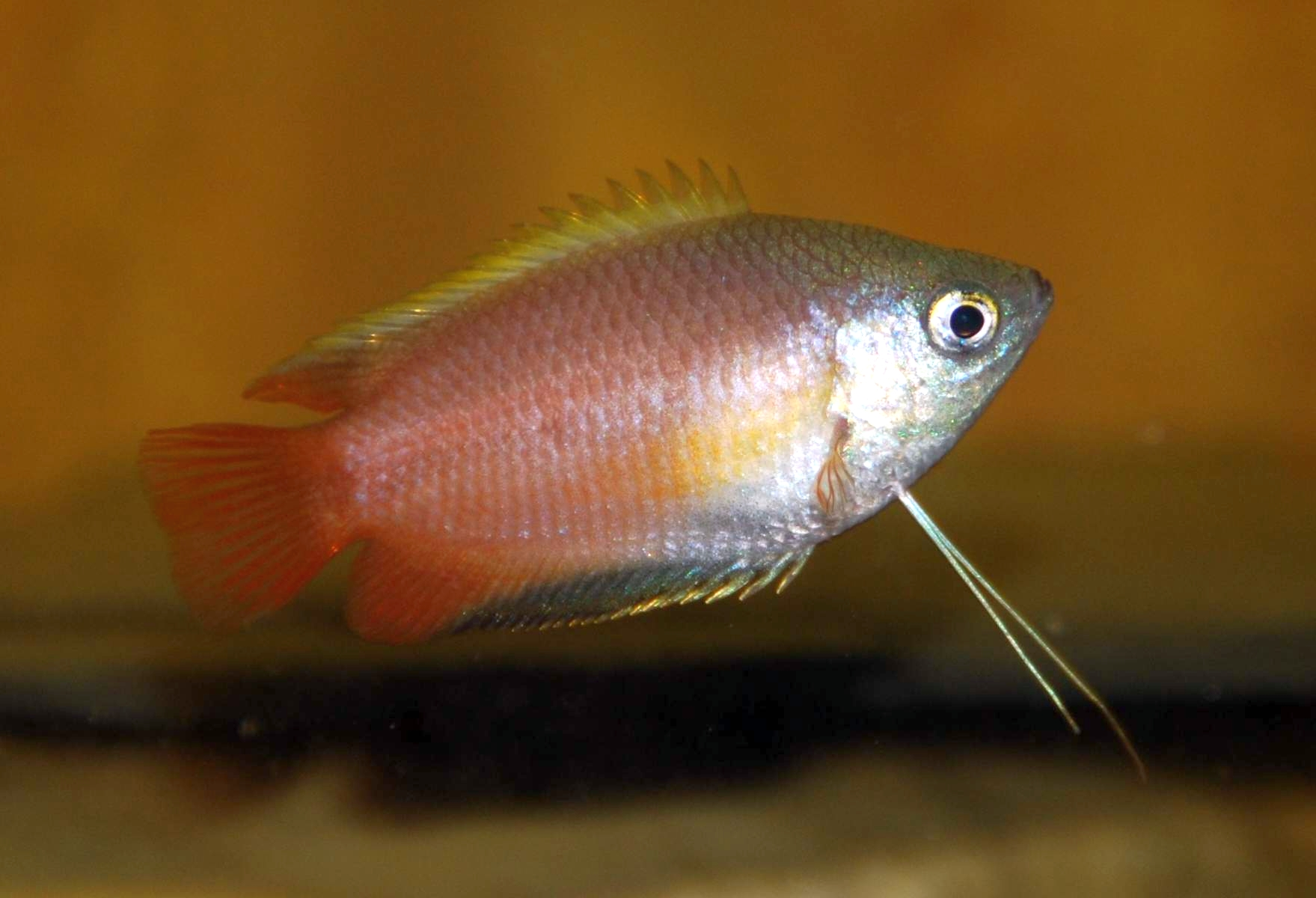
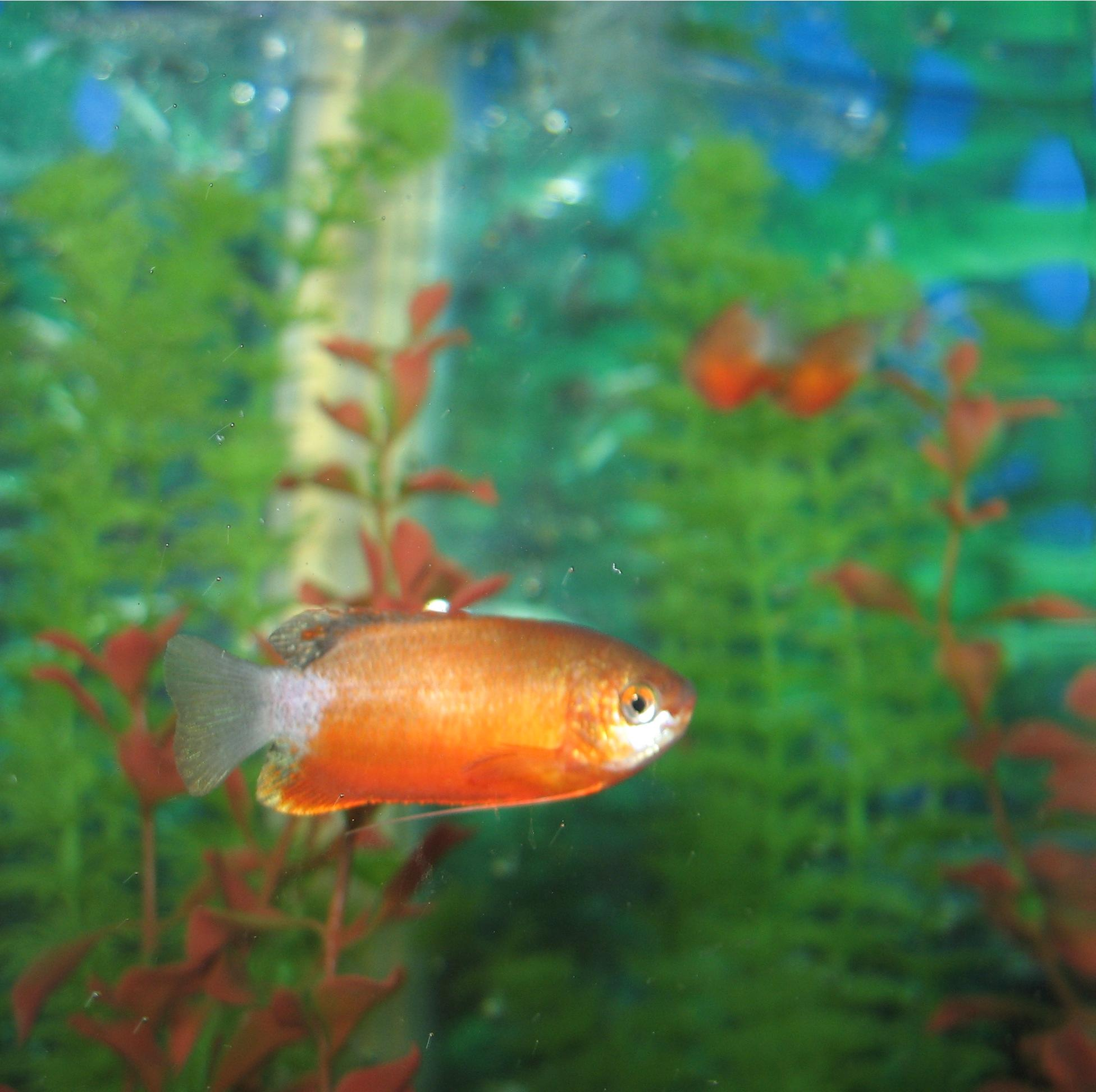
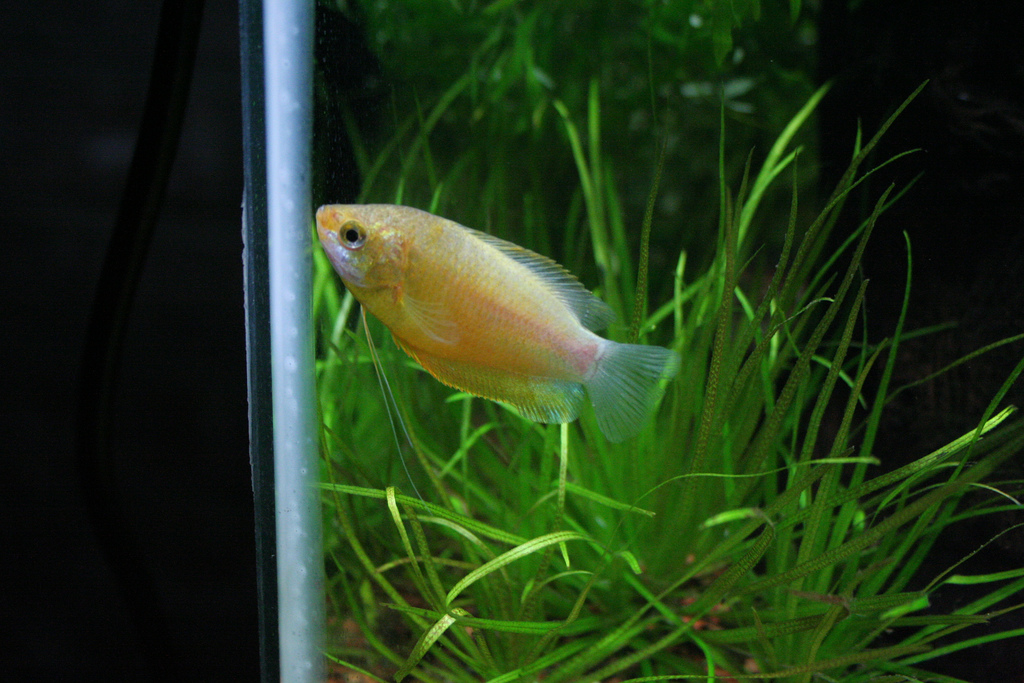